# Eutima suzannae
Eutima suzannae är en nässeldjursart som beskrevs av Allwein 1967. Eutima suzannae ingår i släktet Eutima och familjen Eirenidae. Inga underarter finns listade i Catalogue of Life.